# 羽根田智也
羽根田 智也（はねだ ともや、1968年12月21日 - ）は、日本のラグビー指導者。

## プロフィール
- 大阪府出身[1]。
- 現役時代のポジションはロック(LO)。
- 日本代表通算キャップ数は1でラグビーワールドカップ1995の日本代表に選ばれた[2]。

## 略歴
関西大倉高校、龍谷大学を経て、1991年、ワールドに加入。
1995年2月11日に行われたトンガ戦で日本代表初キャップを獲得した。
現役を引退後、2020年、龍谷大学のコーチに就任。